# Hrušica, Ljubljana
Hrušica je naselje, ki leži na vzhodu Ljubljane pod Golovcem. Naselje se deli na dva dela: Spodnja Hrušica in Zgornja Hrušica.
Skozi naselje potekajo ulice Hruševska cesta, Cesta v Kostanj, Krožna pot, Pot do šole, Ob potoku, Ob Mejašu, Ulica miru, Bilečanska ulica, Dergančeva ulica, Kamnoseška ulica, Ulica bratov Tuma, Privškova ulica na obrobju naselja pa tudi Litijska cesta. Bližnja naselja so Bizovik, Nove Fužine, Štepanja vas, Štepanjsko naselje in Kodeljevo.
V naselju so šola, bencinska črpalka, vrtec, trgovina in pošta. Skozi naselje poteka mestna avtobusna linija št. 24, ki naselje ob delovnikih povezuje z Bizovikom, Štepanjo vasjo in Kodeljevim.
Skozi naselje Hrušica teče Hruševski potok ali Graben, mimo naselja pa poteka Pot spominov in tovarištva.
Skozi Zgornjo Hrušico pa teče Dolgi potok.